# Hotel Transylvania
Hotel Transylvania è un film d'animazione del 2012 diretto da Genndy Tartakovsky, al suo debutto alla regia cinematografica.
La pellicola vede nel cast vocale la presenza di Adam Sandler, Andy Samberg, Selena Gomez, Kevin James, Fran Drescher, Steve Buscemi, Molly Shannon, David Spade e Cee Lo Green. Il film, prodotto dalla Sony Pictures Animation per la Columbia Pictures, è girato con l'uso della computer grafica ed è stato distribuito anche in 3D.

## Trama
In seguito alla morte della moglie Martha per mano di una folla inferocita, il Conte Dracula, detto Drac, decide di far erigere l'Hotel Transylvania, un albergo a cinque stelle destinato al soggiorno di tutti i mostri del mondo, lontano dagli umani, come nuova dimora sicura per crescere sua figlia Mavis.
Al centodiciottesimo compleanno della figlia, Dracula organizza una festa a cui invita vari mostri, tra cui il mostro di Frankenstein, detto "Frank", e sua moglie Eunice, la famiglia di lupi mannari composta da Wayne e Wanda con la loro nutrita cucciolata, Murray la mummia e Griffin l'uomo invisibile. Mavis è però desiderosa di visitare il mondo degli umani: Dracula acconsente, ma in realtà lui organizza un piano dove fa costruire un villaggio nei pressi dell'hotel e degli zombi, travestiti da umani, fingono di essere una folla inferocita, per far tornare Mavis all'hotel. Il piano funziona, ma gli zombi attirano inavvertitamente all'hotel un umano di 21 anni, Jonathan "Johnny" Loughran.
Dracula nota il giovane umano e, preoccupato, lo porta in uno sgabuzzino dove lo traveste da "Johnnystein" e lo spaccia per il cugino di Frank. Poco dopo il ragazzo viene visto da Mavis e i due condividono uno "Zing", cioè un colpo di fulmine. Incapace di far uscire di nascosto Johnny dall'hotel, Drac improvvisa che Johnny è un organizzatore di feste, ingaggiato per portare un approccio più fresco alle sue feste tradizionali e noiose. Johnny diventa rapidamente un successo per gli altri mostri, ma questo disgusta e preoccupa Drac. Alla fine Drac ordina a Johnny di andarsene, ma viene riportato indietro da Mavis. Sul tetto dell'hotel, Johnny mostra un'alba a Mavis, che è ispirata a dare agli umani un'altra possibilità. Il ragazzo, però, cade dal tetto e finisce in braccio a Dracula, che lo costringe a spostare dei tavoli. Johnny apprende presto che essi sono magici e si muovono da soli se glielo si ordina e decide di salire su un tavolo, ordinandogli di muoversi, con Dracula che lo segue su un altro tavolo. Quando poi Dracula cade dal tavolo, Johnny riesce ad afferrare il vampiro prima che cada: i due riescono finalmente ad andare d'accordo.
Nel frattempo, lo chef dell'hotel Quasimodo, con l'aiuto del suo topo domestico Esmeralda, scopre che Johnny è un umano e lo rapisce per cucinarlo. Drac interviene e congela magicamente Quasimodo per impedirgli di dire a chiunque che Johnny è umano. Drac conduce poi Johnny nei suoi alloggi e gli mostra un dipinto di Martha, permettendo a Johnny di capire perché Drac ha costruito l'hotel ed è diventato iperprotettivo nei confronti di Mavis. Johnny quindi accetta di andarsene per sempre, ma Drac lo convince a rimanere per il momento per evitare di rovinare il compleanno di Mavis.
La festa ha un gran successo, ma quando Johnny e Mavis condividono il loro primo bacio, Drac reagisce in modo esagerato e, nel suo sfogo, confessa inavvertitamente di averla ingannata con il piano del villaggio. Un Quasimodo ancora congelato irrompe e l'Uomo Mosca Fly rivela dal suo discorso congelato che Johnny è un umano travestito da Drac. Gli ospiti sono scioccati e indignati dall'inganno in atto, ma Mavis non si lascia scoraggiare e vuole stare con Johnny. Quest'ultimo finge disinteresse per Mavis e, per rispetto a Dracula, la rifiuta e lascia l'hotel.
In quel momento a Mavis si spezza il cuore e vola sul tetto con il regalo di sua madre e Drac la segue nella speranza di confortarla. Viene a sapere che il regalo è un libro su come Drac e Martha "hanno fatto zing" e si sono innamorati. Resosi conto del suo errore, Dracula si scusa con i clienti, convince Frank, Wayne, Griffin e Murray a dirigersi verso il mondo umano per aiutarlo a trovare Johnny; grazie a una lupacchiotta di Wayne, apprendono che sta per prendere un volo di ritorno negli Stati Uniti.
I cinque si dirigono all'aeroporto, ma vengono trattenuti in una città che celebra un festival dei mostri lungo la strada. Frankenstein tenta di spaventare la folla riunita di umani con un forte ruggito per liberare il passaggio, ma riceve invece un applauso selvaggio e adorazione, dal momento che ormai gli umani hanno cambiato la loro visione dei mostri e non li odiano più. Quindi li convince ad accettare di aiutarli e una squadra di uomini vestiti da vampiri fornisce a Drac un riparo dalla luce del sole mentre si dirige all'aeroporto. Drac arriva per vedere l'aereo di Johnny decollare e lo insegue sotto forma di pipistrello, bruciando alla luce del sole. Dopo aver attirato l'attenzione di Johnny, Drac si dirige verso il parabrezza dell'aereo e usa il suo potere di controllo mentale sul pilota per aiutarlo a scusarsi, affermando che Mavis è cresciuta e può prendere le sue decisioni. Johnny accetta le sue scuse e Drac manipola il pilota per ritornare all'aeroporto.
Tornati all'hotel, Johnny confessa a Mavis che il loro "Zing" era reciproco e si baciano di nuovo e Drac cancella la memoria a Quasimodo, facendogli dimenticare l'ingresso vietato agli umani nell'hotel. Successivamente si tiene un'altra festa, in cui Johnny e i mostri ballano e cantano.

## Personaggi
- Conte Dracula: è il proprietario dell'Hotel Transylvania che fece costruire per proteggere sua figlia quando era piccola. È burbero e cinico, anche se dal cuore d'oro. Ama molto la figlia, e per questo le vieta di andare fuori dall'hotel, temendo molto per la sua incolumità. Dopo l'incontro con Jonathan, di cui diventerà il migliore amico, capirà che non tutti gli umani sono malvagi e lascerà andare Mavis.
- Mavis: è la figlia di Dracula. Per il suo 118º compleanno vorrebbe uscire finalmente dall'hotel che la tiene prigioniera a causa del padre iperprotettivo. È una ragazza solare, spiritosa, dolce e gentile, praticamente l'opposto del padre. Successivamente si innamora di Jonathan, un essere umano che le farà scoprire il mondo. Ha i capelli neri, la pelle chiara e gli occhi azzurri. Indossa una maglietta lunga nera, dei lunghi guanti di seta e dei leggings rigati neri e rossi.
- Jonathan: soprannominato Johnny, è un ragazzo umano di 21 anni (dice di averne 121, perché deve fingere di essere un mostro) dai capelli rossi e ricci. È un ragazzo socievole e spiritoso e, sebbene sia poco coraggioso, ha un gran cuore. Ama esplorare e conoscere gente nuova e Dracula lo traveste da Johnnystein, lontano cugino di terzo grado del braccio destro di Frankenstein. Inizialmente, quando entra nell'hotel, pensa che sia solo una grande festa mascherata, ma dopo si innamora di Mavis e scopre che in quella reggia spettrale ci sono dei mostri veri.
- Frankenstein: è il miglior amico di Dracula, chiamato affettuosamente "Zio Frank" da Mavis. È ingenuo e goffo, anche se molto dolce, e ha paura del fuoco, inoltre si affeziona a Jonathan anche dopo aver scoperto la verità su di lui.
- Eunice: è la moglie di Frankestein, vanitosa e capricciosa. Indossa un maglione lilla, una minigonna nera e delle scarpe alte rosse. Ha i capelli neri con meches bianche e grigie raccolti in un cerchietto.
- Wayne: è un lupo mannaro dai numerosi figli. È cinico, svogliato e solitario in quanto ormai stremato dall'impegno che gli dà la sua vasta prole (che non lo rispetta minimamente, a parte Winnie) e l'essere costretto a nascondersi continuamente nell'ombra dagli umani.
- Wanda: è la moglie di Wayne, dolce, materna e sempre incinta. È la zia di Mavis.
- Griffin: è un uomo invisibile, l'unica cosa che si riesce a vedere di lui sono i suoi occhiali a goccia. È piuttosto imbranato, ed è preso in giro dalla maggior parte degli ospiti dell'hotel.
- Murray: è una mummia festaiola e grassa sempre pronta a divertirsi con i suoi amici. È uno dei primi ospiti dell'hotel a fare amicizia con Johnny, soprattutto dopo aver sentito come ha suonato la sua chitarra.
- Quasimodo: è un disgustoso omuncolo vagamente ispirato all'omonimo personaggio di Notre-Dame de Paris, nonché il cuoco dell'hotel. Parla con un accento francese e ha un ratto di nome Esmeralda. È un cuoco molto isterico e sospettoso, ed è infatti l'antagonista principale del film. Sarà lui a scoprire che Jonathan è un umano e tenterà di cucinarlo, e in seguito rivelerà la vera natura del ragazzo a tutti i mostri nell'hotel ma Dracula gli cancella la memoria.
- Mosca: è una mosca che indossa uno smoking, addetto all'acqua gym. Parla il "congelatese" e tende a vomitare sulle sue mani e a lavarle con il vomito.
- Martha: era la moglie di Dracula. È deceduta quando Mavis era appena nata per colpa degli esseri umani del XIX secolo che appiccarono un incendio al castello. Sebbene non appaia con un ruolo costante, viene dimostrato più volte che lei era una donna molto dolce e gentile, e che amava molto la figlia.
- Armature: sono le guardie dell'hotel.
- Stregheriere: sono le cameriere dell'hotel.

## Produzione
Lo sviluppo di Hotel Transylvania iniziò nel 2006, con Anthony Stacchi e David Feiss che avrebbero dovuto occuparsi della regia del film. Nel 2008 Jill Culton venne assunto come nuovo regista, ma nel 2010 venne sostituito da Chris Jenkins. Nel luglio 2011 è stato infine annunciato che ad occuparsi della regia del film sarebbe stato Genndy Tartakovsky, creatore di cartoni animati come Samurai Jack e Il laboratorio di Dexter.
Nel novembre del 2011 venne annunciato che Miley Cyrus avrebbe prestato la sua voce a Mavis, la figlia di Dracula, ma nel febbraio del 2012 l'attrice abbandonò il film per concentrarsi su altri progetti. Il 12 febbraio 2012 la Cyrus venne infine sostituita da Selena Gomez.

## Distribuzione
Il primo trailer ufficiale del film è stato distribuito online su YouTube il 27 marzo 2012 dalla Sony Pictures. Il 24 aprile è stato distribuito il teaser trailer statunitense del film, che rispetto al trailer internazionale presenta alcune scene inedite. Successivamente, il 21 maggio, è stato distribuito dalla divisione nazionale della Sony Pictures il primo trailer in italiano. Il 21 giugno è stato distribuito il full trailer in lingua inglese, che presenta numerose scene inedite, ed infine il 26 luglio 2012 è stato distribuito il secondo trailer in lingua italiana, che riprende le stesse scene del full trailer e che vede Claudio Bisio e Cristiana Capotondi doppiare i personaggi di Dracula e della figlia Mavis.
Il film doveva essere distribuito nelle sale statunitensi a partire dal 21 settembre 2012, ma è stato successivamente spostato al 28 settembre. In Italia avrebbe dovuto essere distribuito da Warner Bros. a partire dal 16 novembre 2012, invece è stato proiettato in anteprima il 4 novembre ed è uscito nei cinema a partire dall'8 novembre.

## Accoglienza

### Incassi
Il film ha avuto un buon successo di pubblico, incassando in totale 358 375 603$.

### Critica
Il film ha ricevuto recensioni miste da parte della critica cinematografica.

## Sequel
Dal successo del film sono stati tratti tre seguiti.

Il 24 ottobre 2012 il regista del film Genndy Tartakovsky dichiarò che erano state proposte molte idee divertenti per la produzione di un sequel, ma che nulla era stato ancora scritto. Il successivo 9 novembre la Sony Pictures Animation annunciò ufficialmente la produzione del sequel intitolato Hotel Transylvania 2, con la data di uscita fissata al 25 settembre 2015.
Il 3 novembre 2015 la Sony Pictures ha annunciato l'uscita del terzo capitolo della saga intitolato Hotel Transylvania 3 - Una vacanza mostruosa prevista per il 21 settembre 2018.
Nel febbraio 2017 l'uscita del film viene anticipata al 13 luglio 2018.
Nel febbraio 2019 la Sony Pictures Entertainment ha annunciato la data di uscita del quarto capitolo della serie, fissata al 31 ottobre 2021.
Il 9 aprile 2021 la Sony ha annunciato il titolo del sequel, che sarà Hotel Transylvania - Uno scambio mostruoso (Hotel Transylvania: Transformania), anticipando la data di uscita al 23 luglio 2021, poi fissata al 1º ottobre 2021 e infine al 14 gennaio 2022.

## Serie televisive
Nel 2017 è stata realizzata una serie animata 2D per la televisione, dal successo del film, intitolata Hotel Transylvania - La serie.
Una seconda serie animata (stavolta in CGI) intitolata Motel Transylvania è prevista per il 2025.